# Monodora
Monodora là một chi thực vật thuộc họ Annonaceae. Chi có khoảng 35 loài, phân bổ khắp châu Phi nhiệt đới.

## Một số loài
- Monodora grandiflora Benth.
- Monodora unwinii, Hutch. & Dalz.
- Monodora myristica, (Gaertn.) Dunal; Calabash nutmeg; based on: Annona myristica Gaertn.[1]
- Monodora junodii Engl. & Diels

## Hình ảnh

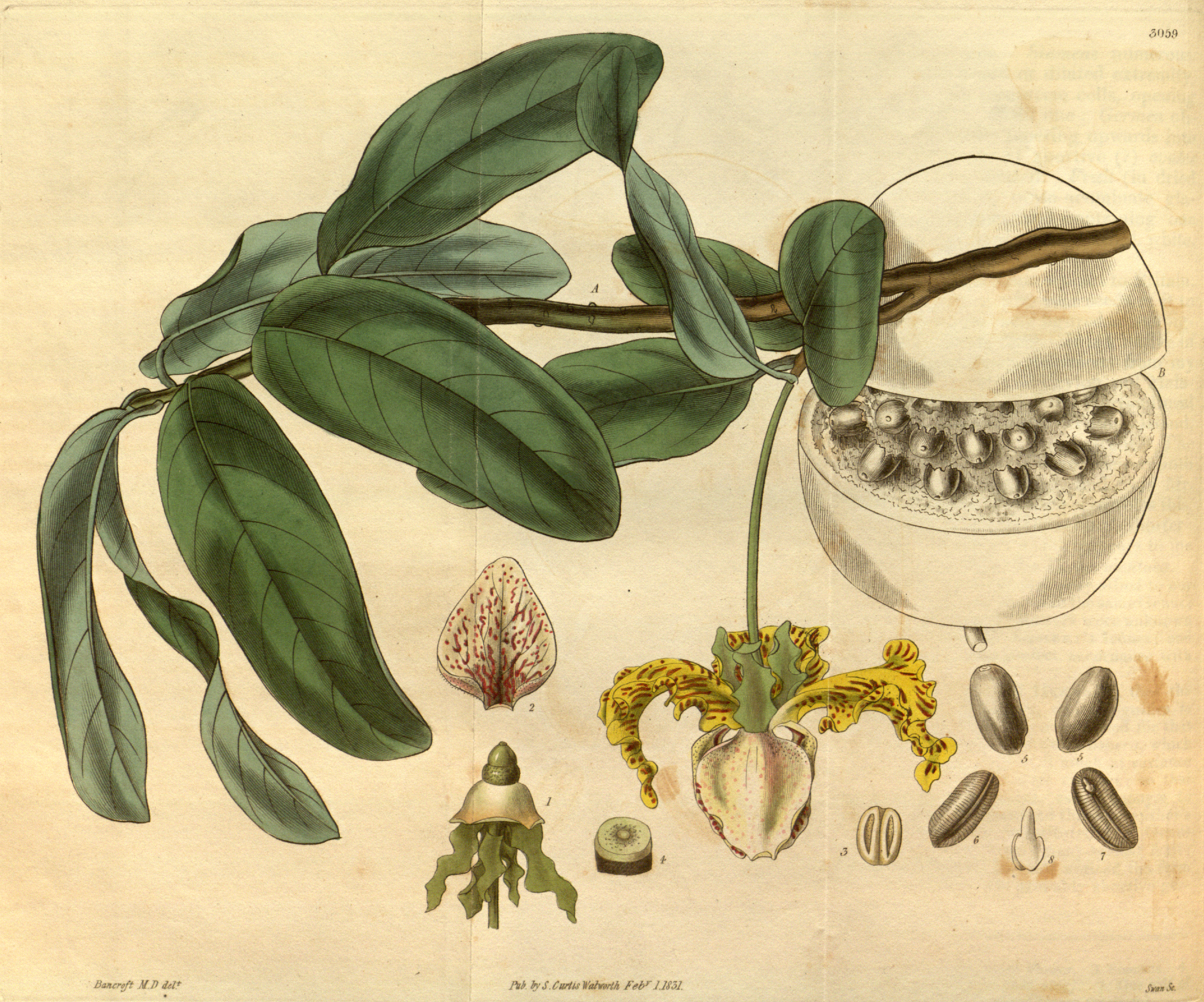
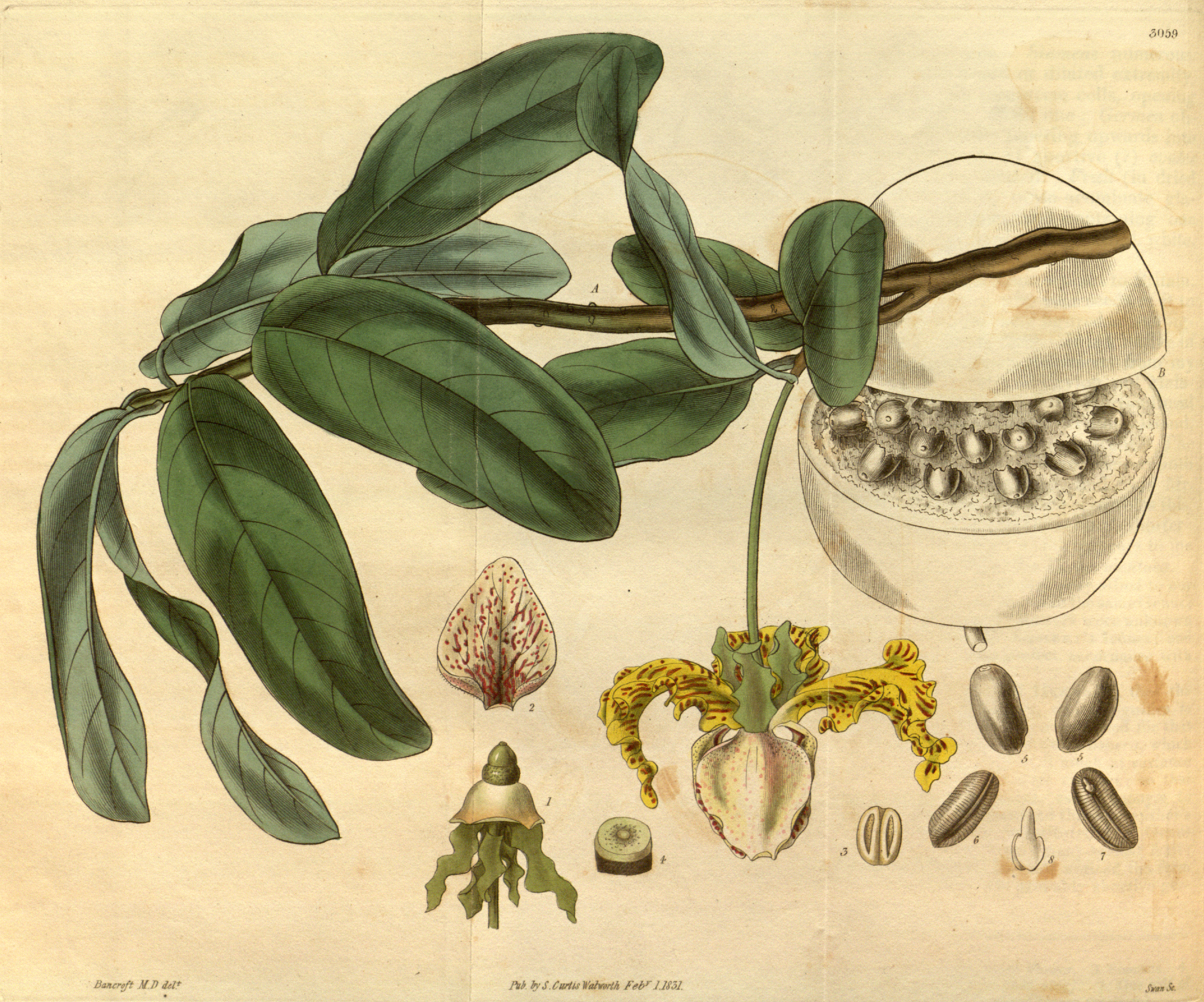